# 인도의 국장

인도의 국장

인도의 국장은 인도가 공화정을 선포한 1950년 1월 26일에 제정되었다.
마우리아 제국의 황제였던 아소카의 사자상을 바탕으로 한 국장으로 받침대 위에는 네 마리의 사자가 새겨져 있다. 받침대에는 아소카차크라가 새겨져 있으며 법륜 왼쪽에는 소와 말이, 법륜 오른쪽에는 코끼리와 사자가 새겨져 있다. 국장에는 말과 코끼리가 새겨져 있다.
사자상 아래에는 인도의 나라 표어인 "진실만이 승리한다"("सत्यमेव जयते", "Satyameva Jayate")가 데바나가리 문자로 쓰여져 있다.

## 역대 인도의 국장

1526년 ~ 1857년 무굴 제국의 국장
1857년 ~ 1877년 동인도 회사의 문장
1877년 ~ 1947년 인도 제국의 국장
1947년 ~ 1950년 인도 자치령의 국장

## 같이 보기
- 인도의 국기
- 인도의 국가